# Campeonato Mundial de Natación en Aguas Abiertas de 2008
El XII Campeonato Mundial de Natación en Aguas Abiertas se celebró en Sevilla (España) entre el 29 de abril y el 4 de mayo de 2008 bajo la organización de la Federación Internacional de Natación (FINA) y la Real Federación Española de Natación. Las competiciones se realizaron en las aguas del río Guadalquivir.

## Países participantes
Participaron en total 107 nadadores (83 hombres y 43 mujeres) de 39 federaciones nacionales afiliadas a la FINA.
| África (CANA)                  | América (ASUA) | Asia (AASF)                                                 | Europa (LEN) | Oceanía (OSA)   |
| ------------------------------ | --- | ----------------------------------------------------------- | --- | --------------- |
| Egipto (6/-) · Sudáfrica (3/4) | Argentina (6/5) · Brasil (4/4) · Canadá (5/5) · Chile (1/1) · Estados Unidos (6/6) · Guatemala (-/1) · México (4/4) · Puerto Rico (2/2) · Venezuela (4/4) | China (4/5) Corea del Sur (1/-) Hong Kong (1/1) Siria (4/-) | Alemania (4/6) · Bélgica (1/-) · Bielorrusia (1/1) · Bulgaria (4/1) · Croacia (1/1) · Eslovenia (2/4) · España (4/6) · Francia (6/5) · Grecia (2/2) · Hungría (3/2) · Israel (3/1) · Italia (6/6) · Macedonia del Norte (1/-) · Montenegro (-/3) · Países Bajos (5/6) · Polonia (-/1) · Portugal (2/2) · Reino Unido (4/4) · República Checa (6/2) · Rusia (6/6) · Suecia (-/2) · Suiza (-/2) · Ucrania (3/1) | Australia (6/6) |

## Resultados

### Masculino
| Evento        | Oro                                                | Plata                                   | Bronce                                           |
| ------------- | -------------------------------------------------- | --------------------------------------- | ------------------------------------------------ |
| 5 km (06.05)  | Thomas Lurz · Alemania · 54:57,3                   | Vladimir Diachin · Rusia · 54:58,8      | Maarten van der Weijden · Países Bajos · 54:59,8 |
| 10 km (04.05) | Vladimir Diachin · Rusia · 1:53:21,0               | David Davies Reino Unido 1:53:21,3      | Thomas Lurz · Alemania · 1:53:27,2               |
| 25 km (08.05) | Maarten van der Weijden · Países Bajos · 5:04:01,1 | Mark Warkentin Estados Unidos 5:04:01,6 | Yuri Kudinov · Rusia · 5:04:02,4                 |

### Femenino
| Evento        | Oro                                 | Plata                                      | Bronce                                |
| ------------- | ----------------------------------- | ------------------------------------------ | ------------------------------------- |
| 5 km (06.05)  | Larisa Ilchenko · Rusia · 1:00:04,6 | Ekaterina Seliverstova · Rusia · 1:00:07,8 | Chloe Sutton Estados Unidos 1:00:09,9 |
| 10 km (03.05) | Larisa Ilchenko · Rusia · 2:02:02,7 | Cassandra Patten Reino Unido 2:02:05,8     | Yurema Requena · España · 2:02:07,2   |
| 25 km (08.05) | Xenia Popova · Rusia · 5:27:48,2    | Edith van Dijk · Países Bajos · 5:27:50,3  | Natalia Pakina · Rusia · 5:27:53,9    |

## Medallero
| Núm. | País           | Oro | Plata | Bronce | Total |
| ---- | -------------- | --- | ----- | ------ | ----- |
| 1    | Rusia          | 4   | 2     | 2      | 8     |
| 2    | Países Bajos   | 1   | 1     | 1      | 3     |
| 3    | Alemania       | 1   | 0     | 1      | 2     |
| 4    | Reino Unido    | 0   | 2     | 0      | 2     |
| 5    | Estados Unidos | 0   | 1     | 1      | 2     |
| 6    | España         | 0   | 0     | 1      | 1     |
|      | TOTAL          | 6   | 6     | 6      | 18    |

- Datos: Q1454867